# Maîtres de Guillebert de Mets
Les Maîtres de Guillebert de Mets, appelés aussi par le nom de convention au singulier de Maître de Guillebert de Mets, sont un groupe d'enlumineurs actifs entre 1415 et 1460, sans doute dans la ville de Gand, en Flandre. Regroupés probablement dans un atelier, une quarantaine de manuscrits leur sont attribués.

## Éléments biographiques
Le groupe tient son nom de deux manuscrits signés du copiste Guillebert de Mets, celui de la Description de Paris, et une copie de la traduction française par Laurent de Premierfait du Décameron de Boccace, bien que la majorité des enluminures soient du Maître de Mansel (Paris, Bibliothèque de l'Arsenal, ms. 5070). Ces deux manuscrits contiennent un colophon indiquant le nom du copiste de Grammont.
Plusieurs mains sont distingués mais au moins un style domine, celui qui a réalisé au moins 23 miniatures dans le manuscrit du Décameron et appelé « main A » par les historiens de l'art.
L'historien de l'art belge Dominique Vanwijnsberghe a proposé d'identifier la main principale du groupe au peintre Jean Ramon l'Aîné. Son nom est attesté à Tournai et à Gand entre 1413 et 1436, reçu maître dans la première ville en 1432 et réalisant des commandes aristocratiques dans la seconde, notamment pour Isabelle de Portugal et Michelle de Valois. Ce peintre a un fils, Ramon le Jeune, identifié lui au Maître des Privilèges de Gand et de Flandre.

## Éléments stylistiques
« Son style, marqué par des couleurs brillantes et denses soulignées de noir, et de larges et épais feuillages formant les décors et bordures est clairement néerlandais, tandis que sa composition révèle ses contacts avec la capitale française ».

## Manuscrits attribués

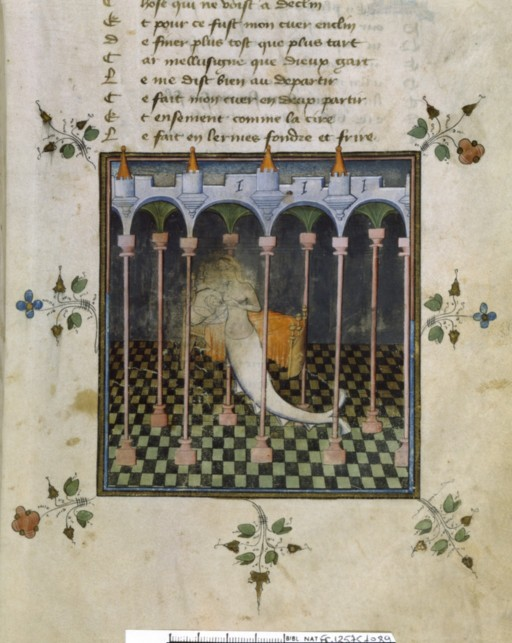
Miniature tirée du Roman de Mélusine, copié par Guillebert de Mets, 1410.

- recueil contenant notamment la Description de Paris de Guillebert de Mets, vers 1434 ou après, Bibliothèque royale de Belgique (BRB), Ms.9559-64
- Décameron, en collaboration avec le Maître de Mansel, vers 1430-1440, Paris, Bibliothèque de l'Arsenal, ms. 5070
- recueil contenant l'Epistre d'Othea et une Chronique de Flandre, Bibliothèque royale de Belgique, Ms.IV 1114
- un manuscrit du Roman de Mélusine de Coudrette, vers 1420-1430, Bibliothèque nationale de France, Fr.12575
- manuscrit de la Cité de Dieu copié pour Gui Guilbaut vers 1420-1435, BRB Ms.9005-9006
- livre d'heures à l'usage du chapitre noble de Sainte-Gertrude de Nivelles, BRB, Ms.IV 1113
- livre d'heures, vers 1420-1430, BRB, Ms10772
- compléments à la section « Été » du bréviaire de Jean sans Peur (calendrier, psautier et liturgie des saints), vers 1423-1440, Londres, British Library, Harley 2897
- Livre d'heures pour Daniel Rym et Élisabeth van Munte, Baltimore, Walters Art Museum, W166
- manuscrit du Liber Floridus pour Godevaert de Wilde, BNF, Lat.9675
- livre d'heures, vers 1420-1430 (avec des compléments de Jean Le Tavernier vers 1450-1460), BNF, NAL3112
- Livre d'heures à l'usage de Rome et calendrier grammontois, Bibliothèque de l'Université de Bologne, Ms.1138